# Endothyra
Endothyra es un género de foraminífero bentónico de la subfamilia Endothyrinae, de la familia Endothyridae, de la superfamilia Endothyroidea, del suborden Fusulinina y del orden Fusulinida. Su especie tipo es Endothyra bowmani. Su rango cronoestratigráfico abarca desde el Mississippiense (Carbonífero inferior) hasta el Moscoviense (Carbonífero superior).

## Discusión
Clasificaciones más recientes incluyen Endothyra en el suborden Endothyrina, del orden Endothyrida, de la subclase Fusulinana de la clase Fusulinata.

## Clasificación
Se han descrito numerosas especies de Endothyra. Entre las especies más interesantes o más conocidas destacan:
- Endothyra bowmani

Un listado completo de las especies descritas en el género Endothyra puede verse en el siguiente anexo.
En Endothyra se han considerado los siguientes subgéneros:
- Endothyra (Birectoendothyra), también considerado como género Birectoendothyra
- Endothyra (Globoendothyra), aceptado como género Globoendothyra
- Endothyra (Granuliferella), aceptado como género Granuliferella
- Endothyra (Inflatoendothyra), considerado como género Inflatoendothyra y como subgénero de Spinoendothyra, es decir, Spinoendothyra (Inflatoendothyra)
- Endothyra (Latiendothyra), aceptado como género Latiendothyra
- Endothyra (Latiendothyranopsis), aceptado como género Latiendothyranopsis
- Endothyra (Laxoendothyra), aceptado como género Laxoendothyra
- Endothyra (Mediendothyra), también considerado como género Mediendothyra y aceptado como género Paraplectogyra
- Endothyra (Plectogyrina), considerado como género Plectogyrina y aceptado como Endothyra
- Endothyra (Rectoendothyra), aceptado como género Rectoendothyra
- Endothyra (Similisella), también considerado como género Similisella
- Endothyra (Spinoendothyra), aceptado como género Spinoendothyra
- Endothyra (Spirella), también considerado como género Spirella
- Endothyra (Tuberendothyra), aceptado como género Tuberendothyra